# نهر جوروينا
نهر جوروينا ( (بالبرتغالية: Rio Juruena‏) ) هو 1,240 كيلومتر (770 ميل) نهر طويل في غرب وسط البرازيل ، في ولاية ماتو جروسو.

## دورة
ينبع نهر جورينا من هضبة بارسيس.  داخل ماتو جروسو، يُعرِّف النهر الحدود الشرقية 227,817 هكتار (562,950 أكر) لحديقة ولاية ايجرابيس دو جورينا التي تم إنشاؤها عام 2002.  لآخر 190 كيلومتر (120 ميل) من الجزء السفلي من النهر يصبح الحدود بين الدولتين ماتو غروسو وأمازوناس .  في هذا القسم، يُشكِّل النهر الحد الفاصل بين متنزه ولاية سوكوندوري إلى الغرب في أمازوناس ومتنزه جروينا الوطني إلى الشرق في ماتو جروسو.  في الشمال من هذا القسم، تشكل الحدود بين محمية باراراتي للتنمية المستدامة في أمازوناس ومحمية آبياك البيئية في ماتو جروسو. 
ينضم نهر جورينا أخيرًا إلى نهر تيليس بيرس ليشكل نهر تاباجوس ، وهو أحد أكبر روافد نهر الأمازون . نهر جورينا غير صالح للملاحة بسبب العديد من الشلالات والمنحدرات.   النهر معروف بشلالات سالتو أوغستو.